# 怪樂的不得了 (歌曲)
《怪乐的不得了》（英語："Happier Than Ever"）是美国创作歌手比莉·艾利什的一首歌曲，出自她 2021年的与歌曲同名的第二张录音室专辑。歌曲于2021年7月30日通过Darkroom和新視鏡唱片作为专辑的第六首单曲发行。这是一首带有爵士乐元素的emo和流行朋克歌曲，讲述了艾利什与前任伴侣的有毒关系以及她对这位伴侣的愤怒。这首歌以古典吉他和贝斯的柔和声音开场，中途过渡到电吉他和小军鼓伴奏的失真流行朋克和摇滚乐。在结束“當我們睡了 世界巡迴演唱會”的美国站演出后，她与制作人菲尼亞斯·奧康奈爾共同创作了这首歌。
发行后，许多音乐记者称赞《怪樂的不得了》是专辑的亮点歌曲。乐评人对艾利什的声乐表演给予了高度评价，他们认为她在这首歌的声乐表现比她之前的作品更具宣泄力、更加响亮，而且制作也充满了摇滚风格。《公告牌》、《Pitchfork》和《滚石》等多家刊物将其列为她迄今为止最好的歌曲之一。在第64届格莱美奖上，该曲获得了四项提名，包括年度最佳唱片和年度最佳歌曲。它在2022年MTV音乐录影带大奖中获得年度最佳歌曲奖。《怪樂的不得了》在美国公告牌百强单曲榜和全球200强单曲榜上分别排名第11和第6。
《怪樂的不得了》的音乐录影带与单曲发行同一天首播。影片开始部分，艾利什在房间内对着电话听筒唱出这首歌，之后她的房子被大水淹没，她爬上屋顶并在雨中跳舞。她在多个电视节目和音乐节上表演了这首歌，包括吉米·法伦今夜秀和吉米·坎摩尔直播秀 ，以及2021年的《週六夜現場》 ，以及2022年的科切拉音乐节和格拉斯顿伯里音乐节。歌曲也加入到《怪樂的不得了世界巡迴演唱會》曲目表，和记录演唱会的影片《Happier Than Ever：給洛杉磯的情書》当中。

## 背景与发展
比莉·艾利什凭借首张录音室专辑《當我們睡了 怪事發生了》及单曲《Bad Guy》荣获第62届格莱美奖颁奖典礼上的五项大奖。这张前卫流行专辑在多个国家的唱片排行榜上登上第一，并让艾利什获得广泛知名度。她轻声细语的演唱成为她的标志性风格。
在2020年1月的一次采访中，艾利什表示她将于同年开始制作她的第二张录音室专辑。艾利什于2020年发行了单曲《我的未來》和《我思故我在》。艾利什于2021年2月证实她已为该项目创作 16首曲目，并表示自省和新冠疫情期间的生活是她最大的灵感来源。在为《滚石》杂志撰写的封面故事中，她透露说“这张专辑里几乎没有一首歌是快乐的”。
《怪樂的不得了》是艾利什和芬尼亚斯为她的第二张同名录音室专辑创作的第一首歌曲，这首歌最初名为《Away from Me》。2019年夏天，在结束“當我們睡了 世界巡迴演唱會的美国站后，艾利什与芬尼亚斯飞往米泽尔法特。他们在一把 80 美元的廉价吉他写了这首歌第一段副歌的旋律，歌词描述了艾利什当时的处境：“当我离开了你，我比以往任何时候都快乐。”两人在八个月后专辑创作开始后重新加工这首歌，并于2020年5月或 6月完成了这首歌。芬尼亚斯希望歌曲有变幻的风格，而且歌曲能够推动艾利什的情绪反应。他使用插件为《怪樂的不得了》的原声前奏增添质感，而艾利什则对她录下的声音做了剪辑和人声编程。
这首歌在2021年的纪录片《怪奇比莉Billie Eilish：我眼中的迷濛世界》中首次出现。在接受美国全国公共广播电台采访时，艾利什评论说这是她写过的最重要的歌曲之一。她解释说，录音的过程就好像是找到一个最好的方式，去把一件亟待倾诉的事情告诉一个人：“你真的不知道自己想说什么，或者怎么说——然后，也许是经过了一次跟别人的谈话，或者是经过了你自己的思考，你终于明白了这件事情……”

## 作曲及歌词
《怪樂的不得了》是一首抒情的强力谣曲。音乐编辑将风格归纳为emo、流行朋克和“近乎蓝眼灵魂乐”。还有人认为这首歌融合了舞台摇滚、另类摇滚和垃圾摇滚元素。《告示牌》写稿人格伦·罗利（Glenn Rowley）将其音乐风格描述为“在不同风格当中变幻”。
《怪樂的不得了》时长为 4 分 58 秒，是艾利什所有作品当中时间最长的歌曲。这首歌的开头部分以原声乐器开场，风格缓慢而抒情 艾利什在古典吉他的伴奏下用轻柔的声音演唱。到了第三段主歌，歌曲节奏变快，过渡到失真的流行朋克和摇滚风格，背景中出现小军鼓和电吉他的声音。艾利什的声音变得响亮而愤怒，渲泄出她痛苦的情绪，背景当中能听到她的嘶吼。艾利什认为这首歌是她写下或者录过的所有歌曲里面最有疗愈作用的一首歌。她说自己在录制过程中全力嘶吼，过后连话都说不出，但是却让她很满足。
许多乐评发现艾利什的嘶吼和芬尼亚斯在制作当中运用的摇滚风格跟他们以往的作品有明显差异。《纽约时报》的 Lindsay Zoladz 认为这首歌展现出艾利什迄今为止最响亮的声音。
这首歌的歌词讲述了艾利什曾经经历的一段不健康的恋爱关系。对艾利什在歌曲中指控这个人她进行精神操纵，在约会中迟到，以及醉酒驾驶。歌曲开场时艾利什轻柔唱到“当我离开了你/我比以往任何时候都更快乐”，歌曲以艾利什大叫“请你离我远一点”结尾。《今日秀》网站写稿人Clare Mulroy指出了这首歌与艾利什的前男友说唱歌手布蘭登·亞當斯（艺名为7:AMP）的关联。在纪录片《怪奇比莉Billie Eilish：我眼中的迷濛世界》当中，艾利什因为他醉酒驾驶而跟他争执。在离开他一段时间后，她跟一位朋友聊到这段关系才使得她意识到这段关系让她不开心，因为她花费太多时间在担忧他的安危。

## 反响
许多乐评人都认为《怪樂的不得了》是专辑当中的亮点。包括《Consequence》的玛丽·西罗基 (Mary Siroky)、《Pitchfork》的奎因·莫兰 (Quinn Moreland) 和《Complex》杰西卡·麦金尼 (Jessica McKinney)。《告示牌》杂志的编辑杰森·利普舒茨（Jason Lipshutz）认为这首歌“最好地捕捉了专辑的精髓”，因为它展示了艾利什的歌曲创作和演唱方面地才华，他还认为这首歌挑战了传统意义上对于流行音乐作品的期待。在《新音乐快递》的一篇文章中，艾尔·亨特认为艾利什在这首歌中呈现出强力的情感冲击，并指出了她在声音上的进步。在为《Stereogum》评价这张专辑时，汤姆·布雷汉 (Tom Breihan) 认为《怪樂的不得了》是这张专辑上“唯一真正伟大的时刻”。《Insider》的卡莉·阿尔格里姆 (Callie Ahlgrim) 称《怪樂的不得了》是艾利什迄今为止唱片中最棒的歌曲。
《The Line of Best Fit》的马修·肯特 (Matthew Kent) 认为《怪樂的不得了》的转变是“这张专辑最大的惊喜”，并指出它的第二部分“不仅是这张专辑的亮点，也是艾利什迄今为止所有作品中的亮点”。《Beats Per Minute》的蒂姆·森茨 (Tim Sentz) 称这首歌是“艾利什的‘S 级’歌曲”，并认为歌曲完美地捕捉到了她的魅力和个性。《纽约时报》的Zoladz 认为这首歌是整张专辑中“最令人振奋的时刻”，也“释放出压抑已久的愤慨之情，诚恳到让人动容”，充分展示了艾利什的多样才能。《卫报》的亚历克西斯·佩特里迪斯 (Alexis Petridis)撰文称《怪樂的不得了》当中失真效果的运用形容为“令人不安和让人疏远”。
2022年，《滚石》和《新音乐快递》将《怪樂的不得了》评为艾利什有史以来最好的歌曲。《滚石》的布列塔尼·斯帕诺斯 (Brittany Spanos) 表示这首歌“令人生畏，与她以往的平静风格差异甚大”，并将其开头比作一只羔羊，结尾比作“狮群”。《新音乐快递》的托马斯·史密斯称它是“比莉·艾利什的经典歌曲”和“辉煌之作”。在写给《MTV 澳大利亚》的乐评中，杰克逊·兰福德将《怪樂的不得了》评为她的第二佳歌曲，是“愤怒和情绪的火山喷发”，并指出它取代了之前任何一首可能被称为“定义比莉·艾利什的艺术和职业生涯”的歌曲。《Uproxx》的Rachel Brodsky 将这首歌曲排在艾利什的最佳作品第 11 位。

## 排名
| 刊物                    | 荣誉                | 排名   |        |
| ----------------------- | ------------------- | ------ | ------ |
| 《American Songwriter》 | 2021年22首最佳歌曲  | 不适用 | [ 76 ] |
| 《告示牌》              | 2021年最佳歌曲      | 9      | [ 77 ] |
| 《娱乐周刊》            | 2021年10首最佳歌曲  | 8      | [ 78 ] |
| 《The Fader》           | 2021年100首最佳歌曲 | 36     | [ 79 ] |
| 《Gigwise》             | 2021年20首最佳曲目  | 7      | [ 80 ] |
| 《新音乐快递》          | 2021年50首最佳歌曲  | 8      | [ 81 ] |
| 《Pitchfork》           | 2021年100首最佳歌曲 | 52     | [ 82 ] |
| 《滚石》                | 2021年50首最佳歌曲  | 8      | [ 83 ] |
| 《偏锋杂志》            | 2021年50首最佳歌曲  | 42     | [ 84 ] |
| 《悉尼先驱晨报》        | 2021年21首最佳歌曲  | 7      | [ 85 ] |

## 荣誉
《怪樂的不得了》获得了多项奖项和提名。这首歌曲于2021年获得MTV音乐录影带大奖夏日歌曲提名，并在2022年MTV音乐录影带大奖上入围最佳流行音樂錄影帶、最佳导演奖、最佳視覺效果獎和年度歌曲奖，并获得年度歌曲奖项。歌曲还获得了2022年新音乐快递音乐奖最佳音乐影片的提名，以及第64届格莱美奖年度制作、年度最佳歌曲、最佳音乐录影带和最佳流行表演提名。
| 年份 | 奖项              | 类别               | 结果 | 参考          |
| ---- | ----------------- | ------------------ | ---- | ------------- |
| 2021 | MTV音樂錄影帶大獎 | 夏日歌曲           | 提名 | [ 86 ]        |
| 2022 | MTV音樂錄影帶大獎 | 年度歌曲奖         | 獲獎 | [ 87 ] [ 90 ] |
| 2022 | MTV音樂錄影帶大獎 | 最佳流行音樂錄影帶 | 提名 | [ 87 ] [ 90 ] |
| 2022 | MTV音樂錄影帶大獎 | 最佳导演奖         | 提名 | [ 87 ] [ 90 ] |
| 2022 | MTV音樂錄影帶大獎 | 最佳視覺效果獎     | 提名 | [ 87 ] [ 90 ] |
| 2022 | 新音樂快遞音樂獎  | 最佳音乐录影带     | 提名 | [ 88 ]        |
| 2022 | 格莱美奖          | 年度制作           | 提名 | [ 89 ] [ 91 ] |
| 2022 | 格莱美奖          | 年度最佳歌曲       | 提名 | [ 89 ] [ 91 ] |
| 2022 | 格莱美奖          | 最佳音乐录影带     | 提名 | [ 89 ] [ 91 ] |
| 2022 | 格莱美奖          | 最佳流行表演       | 提名 | [ 89 ] [ 91 ] |
| 2022 | 儿童票选奖        | 最受欢迎歌曲       | 獲獎 | [ 92 ]        |

## 人员名单
- 比莉·艾利什·奥康奈尔 – 声乐、歌曲创作、声乐工程
- 芬尼亚斯·奥康奈尔 – 歌曲创作、制作、贝斯、鼓编程、电吉他、工程、古典吉他、打击乐、编程、合成器、人声编排
- AZØUS - 电吉他、背景和声
- 戴夫·卡奇 – 母带处理
- 罗布·基内尔斯基 – 混音
- 凯西·库约 – 混音助理
- 伊莱·海斯勒 – 混音助理

## 排行榜
| 地區                                 | 认证    | 认证单位/销量 |
| ------------------------------------ | ------- | ------------- |
| 澳大利亚（澳大利亚唱片业协会）       | 5× 白金 | 350,000‡      |
| 比利时（比利時唱片音樂協會）         | 金      | 10,000‡       |
| 巴西（巴西唱片業協會）               | 钻石    | 160,000‡      |
| 丹麦（國際唱片業協會丹麥分會）       | 白金    | 90,000‡       |
| 法国（法國唱片出版業公會）           | 白金    | 200,000‡      |
| 德国（聯邦音樂產業協會）             | 金      | 200,000‡      |
| 意大利（意大利音乐产业联盟）         | 白金    | 100,000‡      |
| 墨西哥（墨西哥音像製品協會）         | 3× 白金 | 420,000‡      |
| 新西兰（新西兰唱片音乐协会）         | 2× 白金 | 60,000‡       |
| 波兰（波蘭音像製造商協會）           | 白金    | 50,000‡       |
| 葡萄牙（葡萄牙唱片業協會）           | 3× 白金 | 30,000‡       |
| 西班牙（西班牙音樂製作協會）         | 白金    | 60,000‡       |
| 英国（英国唱片业协会）               | 2× 白金 | 1,200,000‡    |
| 流式播放                             |         |               |
| 希腊（國際唱片業協會希臘分會）       | 白金    | 2,000,000†    |
| ‡僅含認證的+實際銷量 †僅含認證的銷量 |         |               |

## 认证
| 地區                                 | 认证    | 认证单位/销量 |
| ------------------------------------ | ------- | ------------- |
| 澳大利亚（澳大利亚唱片业协会）       | 5× 白金 | 350,000‡      |
| 比利时（比利時唱片音樂協會）         | 金      | 10,000‡       |
| 巴西（巴西唱片業協會）               | 钻石    | 160,000‡      |
| 丹麦（國際唱片業協會丹麥分會）       | 白金    | 90,000‡       |
| 法国（法國唱片出版業公會）           | 白金    | 200,000‡      |
| 德国（聯邦音樂產業協會）             | 金      | 200,000‡      |
| 意大利（意大利音乐产业联盟）         | 白金    | 100,000‡      |
| 墨西哥（墨西哥音像製品協會）         | 3× 白金 | 420,000‡      |
| 新西兰（新西兰唱片音乐协会）         | 2× 白金 | 60,000‡       |
| 波兰（波蘭音像製造商協會）           | 白金    | 50,000‡       |
| 葡萄牙（葡萄牙唱片業協會）           | 3× 白金 | 30,000‡       |
| 西班牙（西班牙音樂製作協會）         | 白金    | 60,000‡       |
| 英国（英国唱片业协会）               | 2× 白金 | 1,200,000‡    |
| 流式播放                             |         |               |
| 希腊（國際唱片業協會希臘分會）       | 白金    | 2,000,000†    |
| ‡僅含認證的+實際銷量 †僅含認證的銷量 |         |               |

## 发布历史
| 地区   | 日期          | 格式          | 版本       | 厂牌 | Ref.    |
| ------ | ------------- | ------------- | ---------- | ---- | ------- |
| 美国   | 2021年8月17日 | 当代热门电台  | 原始版本   | 暗室 | [ 107 ] |
| 法国   | 2021年8月26日 | 电台播放      | 原始版本   | 环球 | [ 108 ] |
| 多地   | 2021年9月4日  | 数字下载 流播 | 剪接版     |      | [ 109 ] |
| 意大利 | 2021年9月10日 | 电台播放      | 电台剪辑版 | 环球 | [ 110 ] |